# Fährverbindung Kiel–Göteborg
Die Fährverbindung Kiel–Göteborg wird seit 1967 von der schwedischen Reederei Stena Line bedient. Sie ist 236 Seemeilen (441 Kilometer) lang.

## 1967–1979

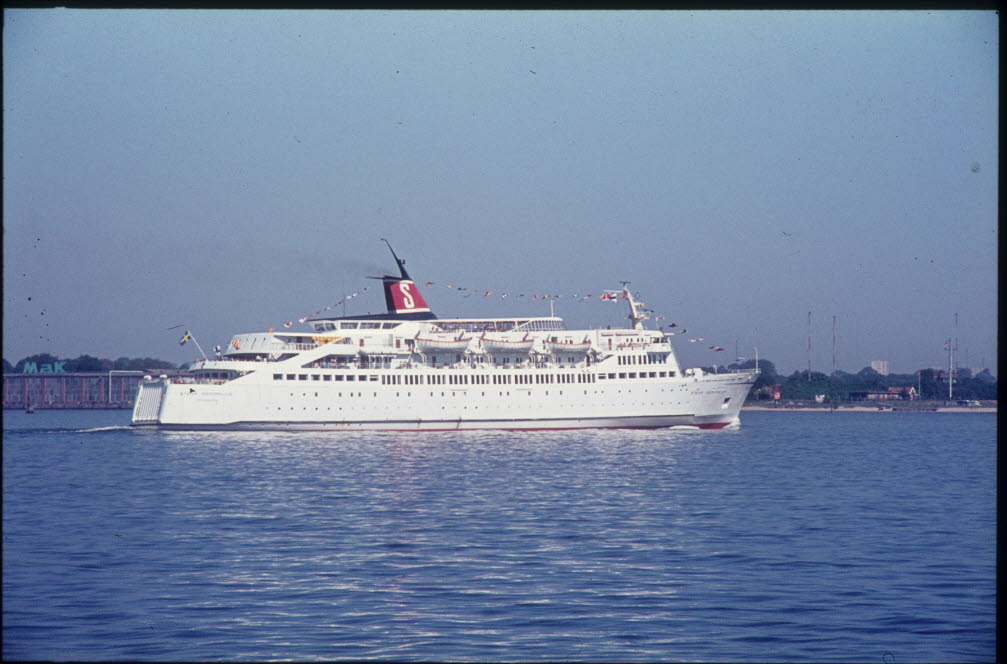
Die erste Stena Germanica

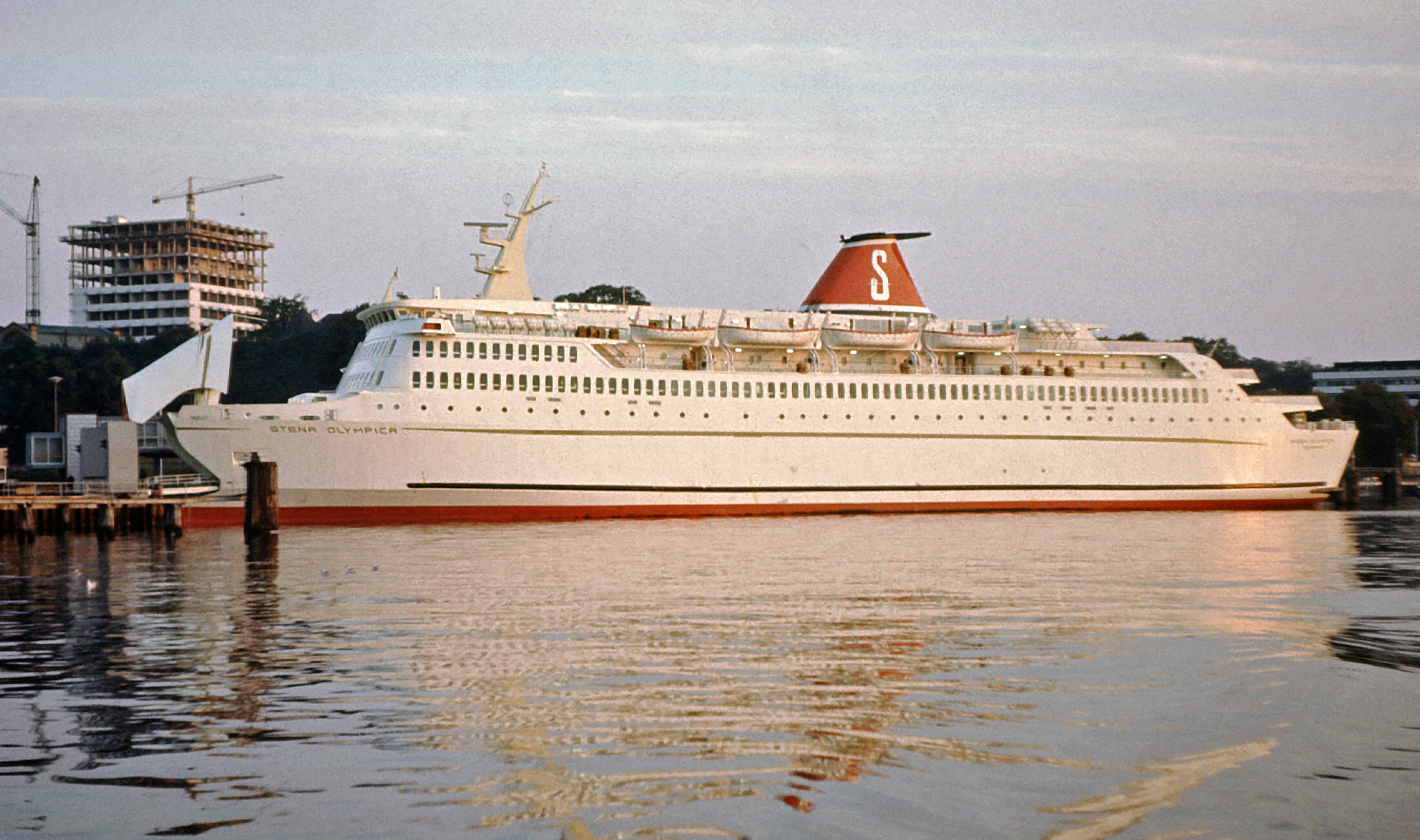
Die Stena Olympica (1972) erinnert an die Segelolympiade in Kiel

Im Februar 1966 lief bei Langesund mekaniske verksted im norwegischen Langesund die erste Stena Germanica vom Stapel. Sie wurde am 21. April 1967 getauft. Ab dem 24. April 1967 fuhr sie auf der Linie Kiel–Göteborg. Sie hatte 384 Betten, fasste insgesamt 1.300 Passagiere und 220 Pkw. Im Sommer 1967 wurden 20.000 Passagiere und 7.000 Fahrzeuge befördert. Das Schiff blieb mit Unterbrechungen bis Januar 1979 auf der Route im Dienst.
Vom 7. Juli 1972 bis 1982 bediente die Stena Olympica die Route.
Am  27. Juni 1973 wurde die erste Stena Scandinavica abgeliefert. Sie befuhr die Route bis Januar 1978.
Vom 10. April 1978 bis 14. September 1981 bediente die Scandinavica die Route.

## 1981–1988
Am 14. September 1981 bediente die Prinsessan Birgitta von 1973 erstmals die Route. Sie wurde am 10. Mai 1982 in Stena Scandinavica umbenannt. Sie befuhr die Route bis 5. April 1987 und wechselte danach auf die Route Göteborg – Frederikshavn.

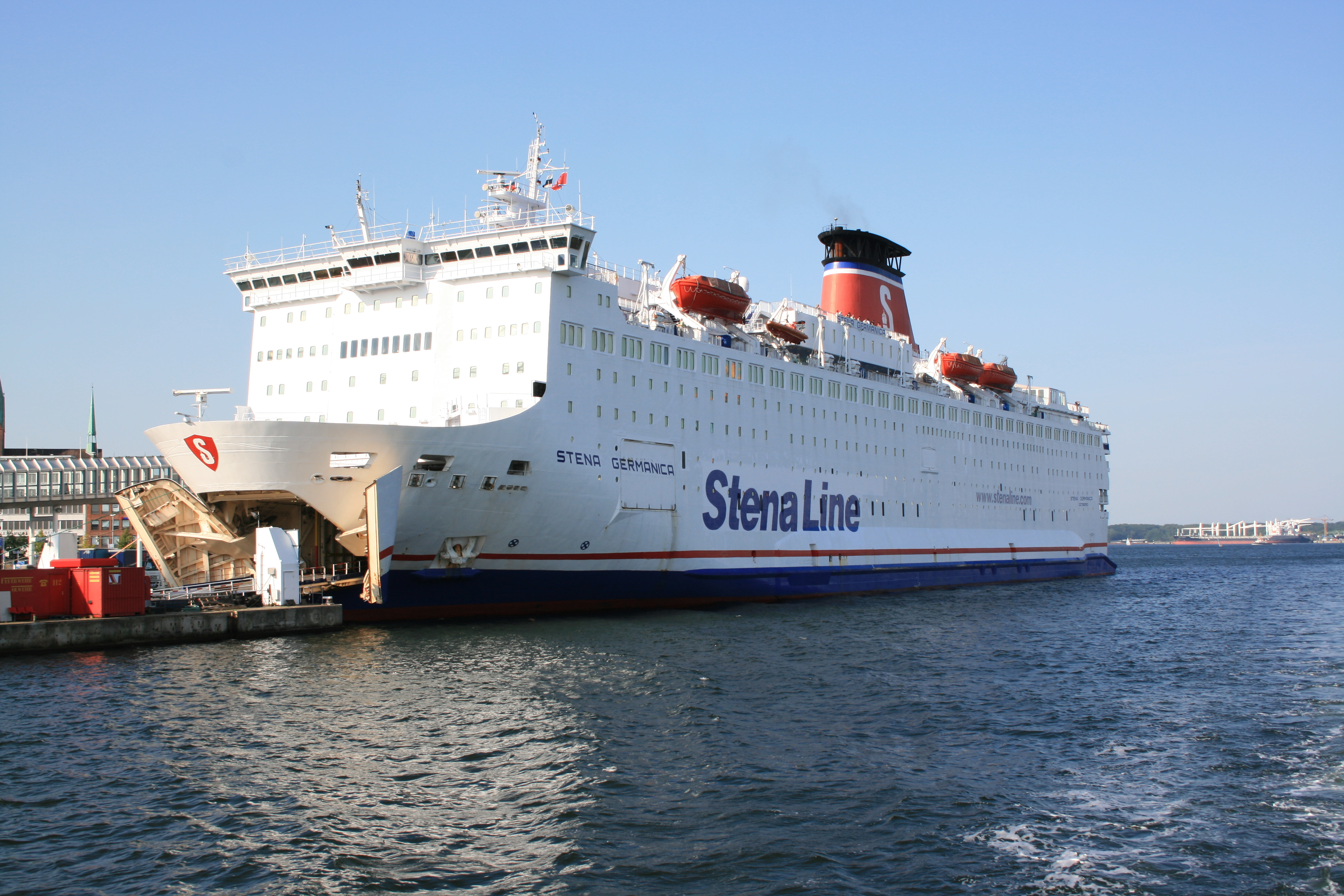
Die Stena Germanica von 1987 2009 im Kieler Hafen

Von 1982 bis 1988 befuhr die Kronprinsessan Victoria die Route Kiel – Göteborg.

## 1987–2011
Die 1987 bzw. 1988 in Dienst gestellten Schiffe Stena Germanica und Stena Scandinavica wurden in Danzig (Polen) gebaut und 2006 renoviert. Sie wurden von 1987 bis 2011 auf Route zwischen Kiel und Göteborg eingesetzt.
Die Stena Germanica verließ die Fährlinie Kiel–Göteborg am 31. August 2010. Sie wechselte unter dem Namen Stena Vision auf die Route von Karlskrona (Schweden) nach Gdynia (Polen). Nachdem die Stena Germanica von der Stena Germanica III abgelöst wurde, wurde in dieser Zeit die Stena Freighter parallel mit der Stena Scandinavica eingesetzt, um für die täglich identische Transportkapazität in beide Richtungen zu sorgen.  Die Stena Scandinavica verließ die Route am 19. April 2011 und wechselte unter dem Namen Stena Spirit ebenfalls auf die Route von Karlskrona nach Gdynia. Der Treibstoffverbrauch auf der Route Kiel–Göteborg lag zwischen 28 und 40 Tonnen.
Ursprünglich bestellte Stena Line zwei weitere Schwesterschiffe, die Stena Polonica und die Stena Baltica, die Aufträge wurden storniert und die Schiffsrümpfe verkauft.

## Seit 2010

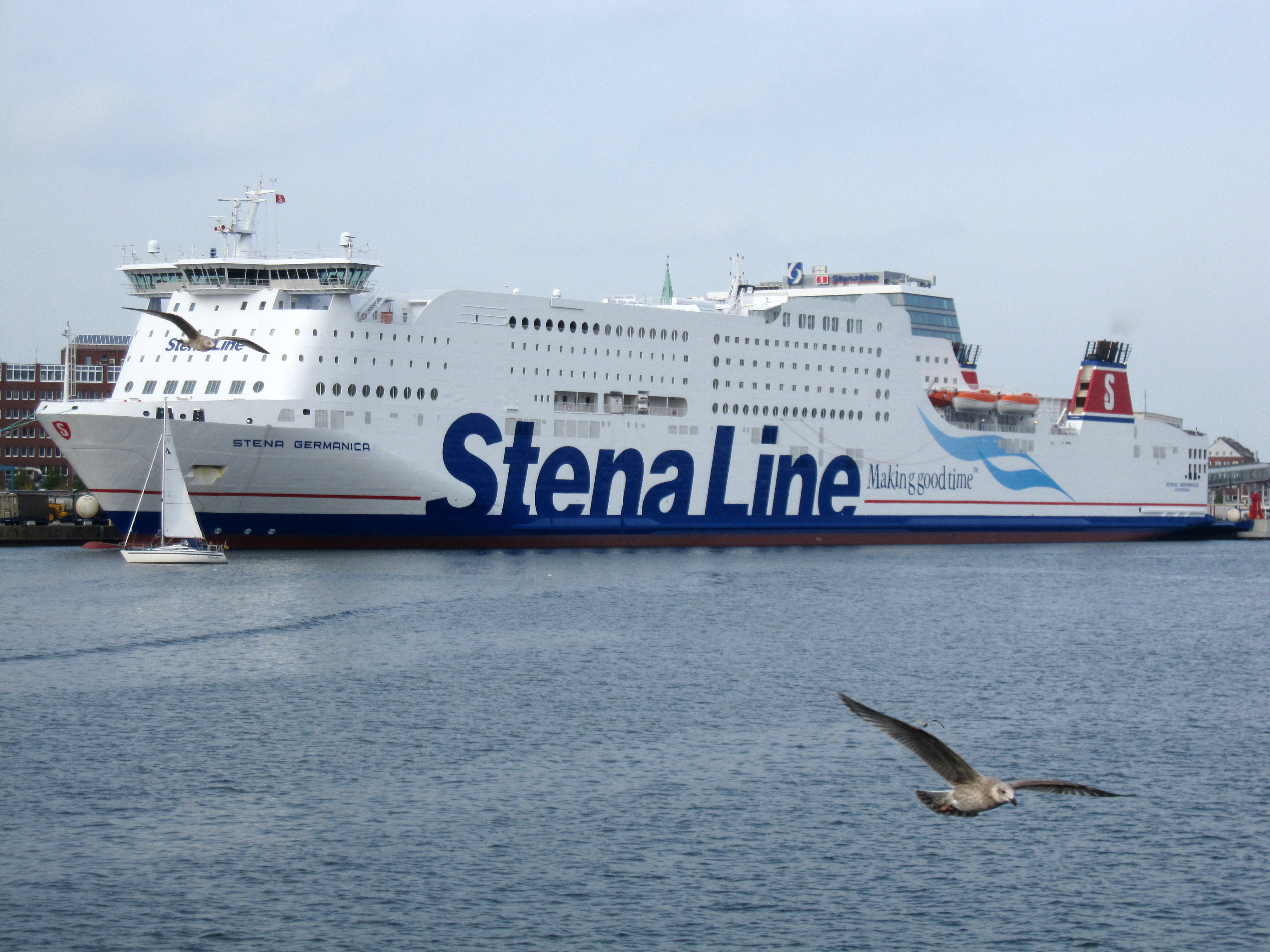
Die Stena Germanica (III), 2010 im Kieler Hafen

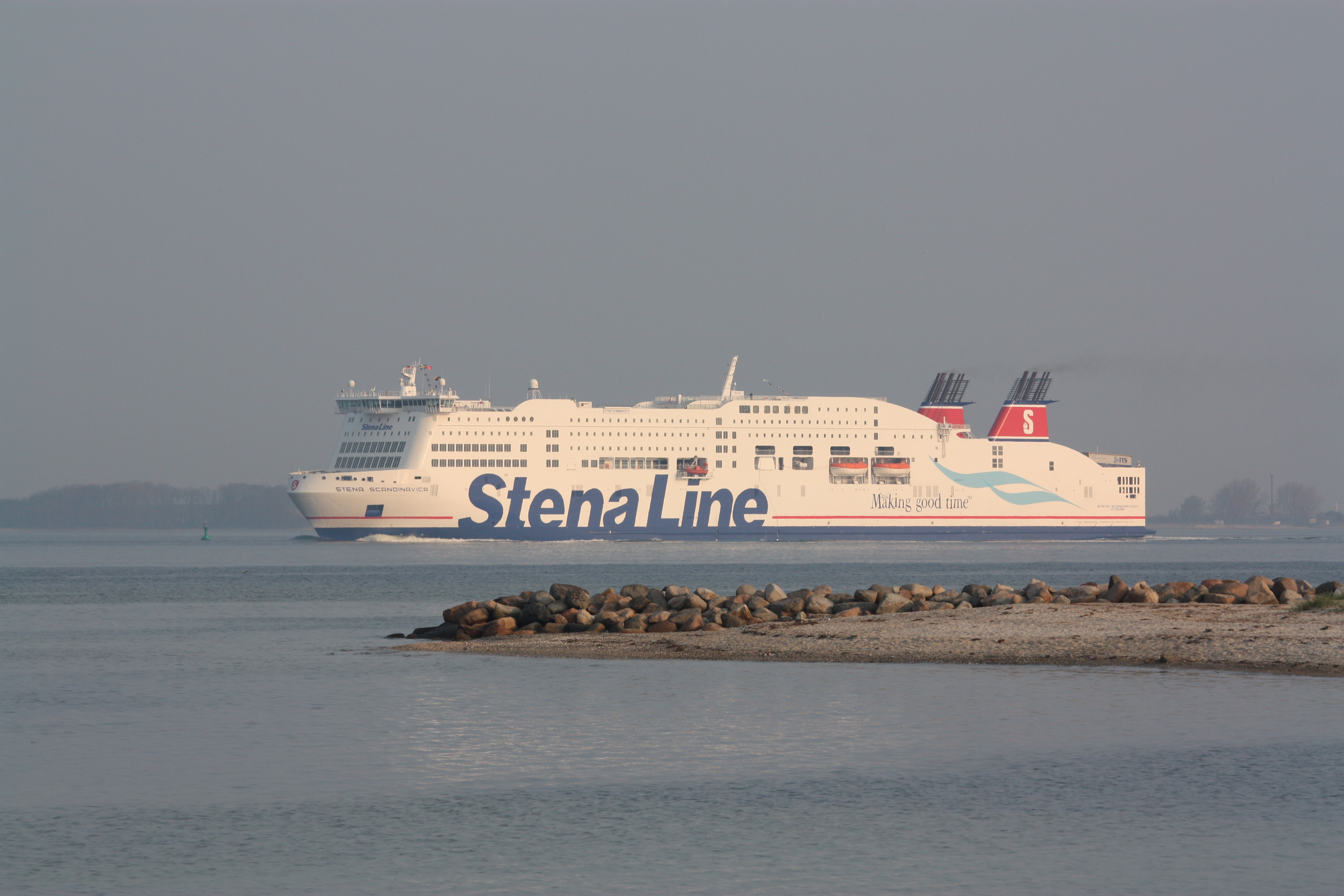
Die Stena Scandinavica, 2011 auf der Kieler Förde

Seit dem am 1. September 2010 bedient die Stena Germanica III Die Route. Am 21. September 2010 wurde sie in Stena Germanica umbenannt.
Seit dem 19. April 2011 bedient die Stena Scandinavica IV die Route. Sie wurde am 10. Mai 2011 in Stena Scandinavica umbenannt.
Trotz ähnlicher Abmessungen sind die Schiffe keineswegs baugleich. Die Stena Germanica gehört zur Seapacer-Klasse und wurde 2001 in Spanien gebaut. Die Stena Scandinavica gehört zur Seamaster-Klasse und wurde 2003 in Korea gebaut.